# Ernest Doudart de Lagrée
Ernest Marc Louis de Gonzague Doudart de Lagrée (Grenoble, 31 de março de 1823 – Distrito de Dongchuan, 12 de março de 1868) foi o líder da expedição ao Mekong em 1866-1868.